# Pastel de angu
O pastel de fubá  é uma iguaria mineira, cuja origem é costumeiramente atribuída à cidade de Machado, Sul de Minas, na região de Conceição do Mato Dentro, Itabirito, em diferentes pontos de Minas Gerais e modos de fazer. Nas três regiões, a iguaria é reconhecida como de origem na culinária dos escravos, pela utilização do fubá. Na massa original do pastel frito, a farinha de trigo, é substituída pela massa de angu, feita de fubá e água. No caso de Machado, Sul de Minas, utiliza -se derivações do milho.O recheio mais curioso e tradicional dessa variedade de pastel é o guisado vermelho. No Sul de Minas o mais apreciado são os recheios de carne e queijo.
Em Machado, no Sul de Minas, a iguaria é conhecida como pastel de fubá, originária do milho a partir de sobras de fubá produzida por escravos negros nas fazendas de café, que na época era utilzado como alimento. Posteriormente com a imigração em Machado pelos italianos e portugueses o fubá começou a ser utilizado para fazer a massa do pastel. Atualmente o produto está em fase de tornar-se patrimônio cultural imaterial do município.